# James Jett
Pour les articles homonymes, voir Jett (homonymie).
(en) Statistiques sur pro-football-reference
James S. Jett (né le 28 décembre 1970 à Charles Town, Virginie-Occidentale) est un sportif américain, athlète et footballeur américain, spécialiste du sprint.
Remplaçant de Carl Lewis lors des séries du relais 4 × 100 m des Jeux olympiques de Barcelone, il remporte en 1992 la médaille d'or que le CIO accorde désormais aux participants des séries. 
Il joue ensuite au football américain dans la National Football League (NFL) pendant neuf saisons (1993-2002) pour la franchise professionnelle des Raiders d'Oakland.

## Palmarès
| Date | Compétition     | Lieu      | Résultat | Épreuve   |
| ---- | --------------- | --------- | -------- | --------- |
| 1992 | Jeux olympiques | Barcelone | 1er      | 4 × 100 m |